# Herrarnas lagtävling i sabel vid olympiska sommarspelen 1984
Herrarnas lagtävling i sabel i de olympiska fäktningstävlingarna 1984 i Los Angeles avgjordes den 8-9 augusti.

## Medaljörer
| Event      | Guld                                                                                            | Silver                                                                                             | Brons                                                                           |
| Sabel, lag | Italien Marco Marin Gianfranco Dalla Barba Giovanni Scalzo Ferdinando Meglio Angelo Arcidiacono | Frankrike Jean-François Lamour Pierre Guichot Hervé Granger-Veyron Philippe Delrieu Franck Ducheix | Rumänien Marin Mustață Ioan Pop Alexandru Chiculiță Corneliu Marin Vilmoș Szabo |

## Laguppställningar
| Kanada - Jean-Marie Banos - Jean-Paul Banos - Marc Lavoie - Claude Marcil - Eli Sukunda Kina - Wang Ruiji - Chen Jinchu - Yang Shisen - Liu Guozhen - Liu Yunhong Frankrike - Jean-François Lamour - Pierre Guichot - Hervé Granger-Veyron - Philippe Delrieu - Franck Ducheix | Storbritannien - Richard Cohen - Paul Klenerman - Jim Philbin - Mark Slade - John Zarno Italien - Marco Marin - Gianfranco Dalla Barba - Giovanni Scalzo - Ferdinando Meglio - Angelo Arcidiacono | Rumänien - Marin Mustață - Ioan Pop - Alexandru Chiculiță - Cornel Marin - Vilmoș Szabo USA - Peter Westbrook - Steve Mormando - Phil Reilly - Joel Glucksman - Mike Lofton Västtyskland - Dieter Schneider - Jürgen Nolte - Freddy Scholz - Jörg Stratmann - Jörg Volkmann |